# Liu Yong
Liu Yong (en chino: 劉永; 18 de diciembre de 1976) es un deportista chino que compitió en bádminton, en la modalidad de dobles mixto. Está casado con la jugadora de bádminton Dai Yun.
Ganó dos medallas en el Campeonato Mundial de Bádminton, oro en 1997 y bronce en 1999.

## Palmarés internacional
| Campeonato Mundial | Campeonato Mundial     | Campeonato Mundial | Campeonato Mundial |
| Año                | Lugar                  | Medalla            | Prueba             |
| ------------------ | ---------------------- | ------------------ | ------------------ |
| 1997               | Glasgow (Reino Unido)  | Medalla de oro     | Dobles mixto       |
| 1999               | Copenhague (Dinamarca) | Medalla de bronce  | Dobles mixto       |